# Лужки (Озёрский район)
Лужки (до 1938 — Тарпучен (нем. Tarputschen), до 1947 — Заукенхоф (нем. Sauckenhof)) — посёлок в Озёрском городском округе Калининградской области. Входит в состав Новостроевского сельского поселения.

## Население
| 1818 | 1863 | 1910 | 1933 | 1939 | 2002 | 2010 |
| ---- | ---- | ---- | ---- | ---- | ---- | ---- |
| 98   | ↗440 | ↘336 | ↘268 | ↘208 | ↗279 | ↘251 |

## История
Имение Тарпучен принадлежало роду фон Заукенов, здесь располагалась их усадьба. 6 мая 1874 года Тарпучен становится центром одноименного сельского округа в районе Даркемен административного округа Гумбиннен Восточной Пруссии. В состав сельского округа Тарпучен входили населённые пункты: Даубишкен, Элькинелен, Графенхайде, Юлиенфельде, Карлсхоф, Луизенхоф, Жалльгиррен, Жамайчен, Тарпучен, Татаррен. В 1938 году Тарпучен был переименован в Заукенхоф. 
После Второй мировой войны в 1946 году Заукенхоф был переименован в посёлок Лужки и отнесен к Новостроевскому сельскому совету Озерского района. Позже посёлок вошел в состав Некрасовского Сельсовета. В 1949 была открыта Юрьевская начальная школа № 1, которая в 1951 году была переименована в Лужковскую начальную, а в 1965 году стала восьмилетней. С 2005 по 2009 год действовала начальная школа - детский сад. С 2008 по 2014 год Лужки входили в состав Новостроевского сельского поселения, с 2015 по 2022 год - в Озёрский городской округ, а с 2022 - в Озёрский муниципальный округ.

## Достопримечательности
Заброшенная Усадьба фон Заукенхоф пребывает в руинах.